# Eghergher
|  | Per a altres significats, vegeu «Eghergher (Mali)». |

Eghergher (nom en amazic, en àrab Igharghar) és un riu d'Algèria, al nord del massís de l'Hoggar o Ahaggar. El principal afluent és el Taghmer n-Akh. La conca de l'Eghergher s'allarga del massís volcànic d'Atakor als altiplans tassilians d'Emmidir i Tassili dels Azdjer. Tant el riu com els seus afluent porten aigua ocasionalment, però rarament l'aigua arriba gaire lluny, i com a màxim fins a Amguid (petit centre administratiu), desapareixent més endavant entre les dunes del Gran Erg Oriental. Les pastures de la vall són pobres.